# Anillo (micología)
En micología, un anillo es la estructura anular que se puede encontrar a veces en el estípite de algunos hongos. El anillo representa el resto que queda del velo parcial, después de haberse roto para exponer las láminas u otro tipo de superficie expositora de las esporas. Un anillo puede ser grueso y membranoso o puede ser como una telaraña. Este último tipo de anillo es denominado cortina. Los anillos pueden ser persistentes, permaneciendo como una característica notable de los hongos maduros, o pueden desaparecer pronto tras la salida del hongo, dejando quizás un pequeño resto sobre el estipe denominada "zona anular". Para especies comestibles de hongos, esta zona es ampliamente considerada como la más sabrosa.
Los anillos presentan diversas formas que pueden ser importantes en la identificación del hongo. A continuación se indican las más características:
- Pendiente: colgando o en forma de falda.
- Acampanado: expandiéndose hacia afuera desde el estipe.
- Envainado: abierto hacia arriba alrededor del estipe.